# Serge Bolley
Serge Bolley (Villeurbanne, 3 de desembre de 1944) va ser un ciclista francès, que fou professional entre 1967 i 1972. El seu èxit esportiu més important fou la victòria d'una etapa de la Volta a Mallorca.

## Palmarès
- 1966
  - 1r a Saint-Aigulin
  - 1r a Saint-Flour
- 1967
  - Vencedor d'una etapa de la Volta a Mallorca
  - 1r a Saint-Amandin
- 1968
  - 2n al Trofeu Jaumendreu (etapa de la Setmana Catalana)

### Resultats al Tour de França
- 1968. 48è de la classificació general
- 1969. Abandona (2a etapa)
- 1972. Abandona (15a etapa)

### Resultats a la Volta a Espanya
- 1967. 68è de la classificació general
- 1969. 36è de la classificació general

### Resultats al Giro d'Itàlia
- 1968. 48è de la classificació general